# Родна кућа Јосипа Броза Тита
Родна кућа Јосипа Броза Тита је вишеслојни објекат у општини Кумровец и заштићена културна баштина Републике Хрватске.

## Опис баштине
Кућу је 1860. године саградио Мартин Броз, као задружну двопородичну приземну зиданицу за себе и сина Фрању. Неко су време у кући живеле и три породице, па су у ту сврху извршене и мање преградње у унутрашњости. Кровна конструкција, изведена техником на столац, оставила је под кровом већи простор у којему су уређене две собице - коморице. Године 1948. кућу напушта и последњи потомак породице Броз. Преградње су отклоњене, а кући се вратио њен изворни изглед. Родна кућа Јосипа Броза Тита с припадајућим привредним објектом и Аугустинчићевим спомеником, одликује се архитектонском, амбијенталном, историјском, документарно-етнолошком и културном вредношћу те поседује својства културног добра.

## Заштита
Под ознаком З-4717 заведена је као непокретна културна баштина - појединачно, правна статуса заштићене културне баштине, класификовано као "профана градитељска баштина".

## Галерија
- Борци 48. дивизије пред Титовом кућом 1945. године
- Родна кућа Јосипа Броза Тита данас
- Поглед на кућу с липом
- Титов споменик пред кућом, подигнут 1948.
- Кухинја
- Привредни објекат
- Клет
- Пећ у дневној соби
- Суђе
- Суђе
- Кревет
- Ручни млин